# Małaszewicze Duże
Ne pas confondre avec Małaszewicze ou Małaszewicze Małe, villages voisins.
Małaszewicze Duże (prononciation : [mawaʂɛˈvʲit͡ʂɛ ˈduʐɛ]) est un village polonais de la gmina de Terespol dans le powiat de Biała Podlaska de la voïvodie de Lublin dans l'est de la Pologne, à la frontière avec la Biélorussie.
Il se situe à environ 7 kilomètres au sud-ouest de Terespol (siège de la gmina), 28 kilomètres à l'est de Biała Podlaska (siège du powiat) et 109 kilomètres au nord-est de Lublin (capitale de la voïvodie).
Le village comptait approximativement une population de 540 habitants en 2010.

## Histoire
De 1975 à 1998, le village est attaché administrativement à la voïvodie de Biała Podlaska.

Depuis 1999, il fait partie de la voïvodie de Lublin.